# 斜果狸藻
斜果狸藻（學名：Utricularia minutissima）為狸藻属一年生小型或者極小型陸生食虫植物。其种加词“minutissima”来源于拉丁文“minutus”，意为“小型、微小”，指其植株体型。斜果狸藻分布於亞洲，包括緬甸、柬埔寨、中國大陸（江西、江蘇、廣西、福建）、香港、台灣（僅限於金門）、印度、印尼、日本、寮國、馬來西亞、菲律賓、斯里蘭卡、泰國、越南，还分布于澳大利亚及東南亞婆羅洲、新幾內亞和蘇門答臘。斜果狸藻紫花白心，花冠具有2黃斑，也有白花型。有時會被誤以為是長距狸藻（U. caerulea）或紫花狸藻（U. uliginosa），而同節下的杰弗里狸藻（U. geoffrayi）與長毛狸藻（U. longeciliata）也與斜果狸藻的外觀近似。
1804年，马丁·瓦尔最早發表了斜果狸藻的描述。斜果狸藻陆生于泥质或砂质的潮湿开阔地中，海拔分布范围为0至2100米。

## 形态特征
斜果狸藻为一年生陆生草本。其匍匐枝具稀疏的分枝。
斜果狸藻的叶长0.3至2厘米，宽0.5至2毫米，为线形或狭倒卵状匙形，顶端为钝形。茎基部的叶为莲座状，匍匐茎上的叶为散生。叶通常在植株开花前凋萎。
斜果狸藻的匍匐枝及叶上都具捕虫囊。捕虫囊为宽卵球形，长约0.2毫米，侧扁，具柄。囊口开于侧面，上唇具1条不分枝的钻形附属物，下唇具成排顶生偏斜腺头的齿状突起。
斜果狸藻的花序长3至12厘米，中上部具1至10朵花。花序轴为丝状，直径0.2至0.4毫米，具少量与苞片同形的鳞片。苞片为狭卵形，顶端为急尖，长0.8至1毫米。存在小苞片，形状与苞片类似。花梗为丝状，长约1毫米。花萼2裂至基部，裂片为宽卵形，长1至2毫米；上唇的末端为钝形，下唇的末端微凹。花冠长2.5至7毫米，淡紫色至白色；上唇为狭长圆形，顶端微凹或圆形，下唇近圆形，顶端具3个圆齿；喉凸隆起；距为钻形，顶端为钝形，长于下唇并与其呈锐角。雄蕊花丝为线形，2药室汇合。雌蕊子房为卵球形，花柱粗短，柱头上唇为正三角形，下唇为半圆形。花期为9至11月。
斜果狸藻的蒴果为长圆状卵球形，长1.5至2毫米，室背开裂。种子近球形，长0.17至0.2毫米，表面具网状突起。果期为11至12月。

## 生态关系
斜果狸藻陆生于潮湿的砂地、岩石表面或沼泽中。其分布于印度、孟加拉、斯里兰卡、老挝、越南、泰国、缅甸、柬埔寨、马来西亚、印度尼西亚、菲律宾、中国、日本及澳大利亚。

## 外部連結
- 食虫植物照片搜寻引擎中斜果狸藻的照片 （页面存档备份，存于）
- . FloraBase. Western Australian Herbarium.[]

 维基共享资源上的相關多媒體資源：斜果狸藻
 維基物種上的相關：斜果狸藻